# Jessica Meir
Jessica Ulrika Meir (Caribou, 1 de julho de 1977) é uma fisiologista e astronauta norte-americana.

## Formação
Nascida no estado do Maine, filha de pai israelita com ascendência judia-iraquiana e mãe sueca, cresceu sobre a influência das tradições judias vivendo com a família na área rural do estado. Sua inspiração para se aventurar no espaço veio das missões do programa do ônibus espacial que acompanhava. Participou de um campo espacial juvenil na Universidade Purdue, e fez uma experiência científica estudantil no aeronave de gravidade reduzida da NASA chamada "Cometa Vômito", quando estudava biologia na Universidade Brown. Em 2003 formou-se em Estudos Espaciais pela Universidade Espacial Internacional, em Estrasburgo, França.
Em 2009 conseguiu um Ph.D. em biologia marinha do Scripps Institution of Oceanography por pesquisas feitas com pinguins-imperadores e elefantes-marinhos-do-norte; na Antártida, ela mergulhou  com tanques de oxigênio sob o gelo junto com os pinguins para pesquisar sua habilidade natural de mergulho. Suas pesquisas pós-doutoramento na Universidade da Colúmbia Britânica incluem o acompanhamento do crescimento em cativeiro de gansos-cabeça-de-barra –  Anser indicus – para que a tolerância durante o voo a grandes altitudes e baixos níveis de oxigênio desta espécie sobre o Himalaia pudesse ser estudada em um ambiente controlado.
Em 2012 ela continuou suas pesquisas trabalhando como anestesista-assistente na Escola de Medicina da Universidade Harvard e no Massachusetts General Hospital até tirar uma licença para atender ao convite da NASA para o seu corpo de astronautas.

## NASA

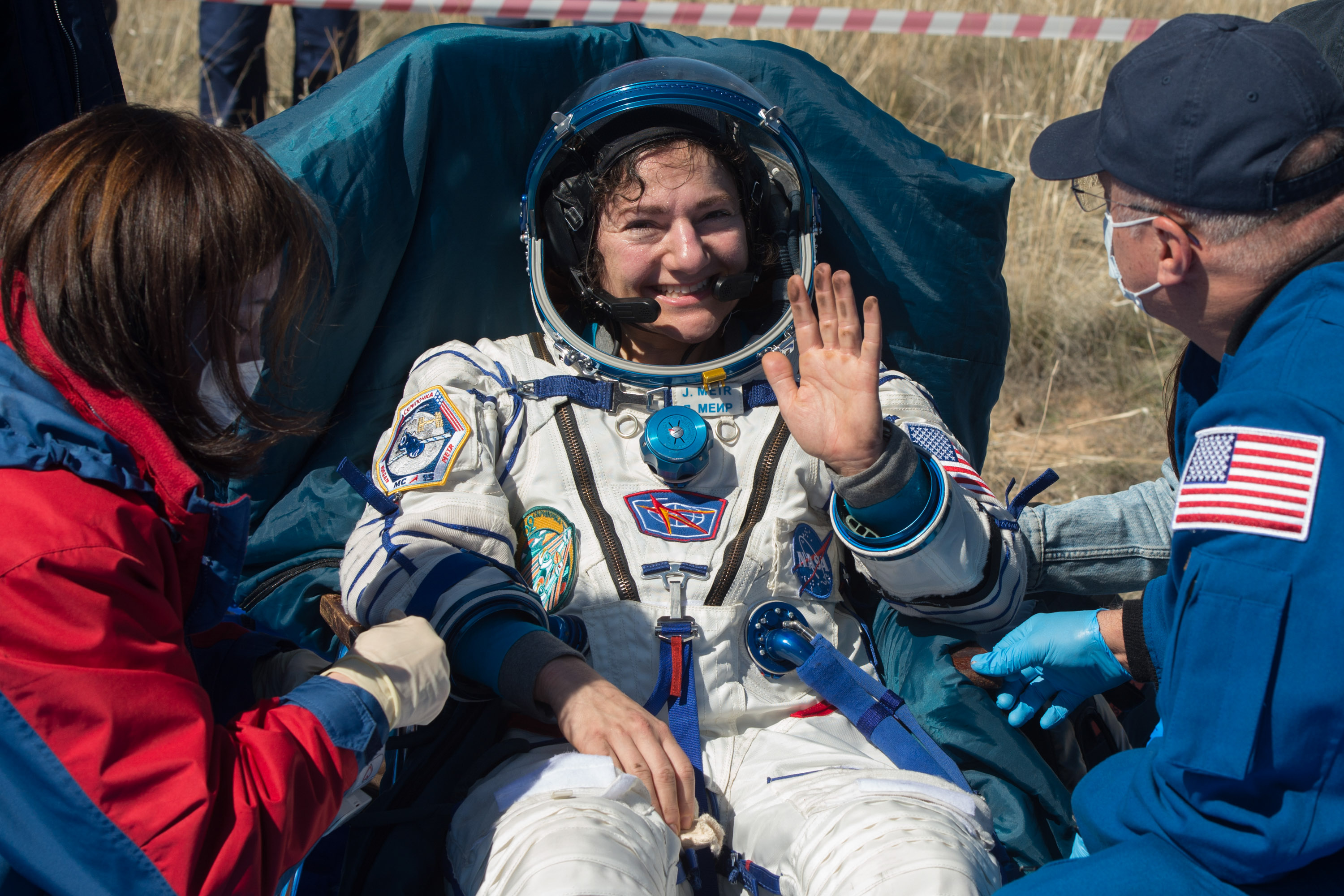
Aterrissagem da Soyuz da Expedição 62

A relação de Meir com a NASA vem de muito antes de sua entrada na agência espacial como astronauta. Em 2002, logo após de formar, ela trabalhou no departamento de operações espaciais  da Lockheed Martin como cientista de apoio a pesquisas para a Instalação de Pesquisa Humana do Centro Espacial Lyndon B. Johnson, em Houston, onde coordenou e apoiou experiências científicas sobre a vida humana no espaço que eram realizados por astronautas em missões do ônibus espacial e na Estação Espacial Internacional. Essas experiências incluíam estudos fisiológicos (perda óssea, controle/atrofia muscular, funcionamento pulmonar, etc.) para determinar se algum processo corporal era alterado no ambiente do voo espacial. Meir guiou esses experimentos através dos ciclos necessários de revisão, desenvolveu procedimentos que os astronautas poderiam usar em órbita, treinou tripulações e proveu apoio de solo no Centro do Controle de Missão enquanto os astronautas estavam realizando as experiências no ônibus ou na ISS. Em setembro de 2002, ela serviu como aquanauta na tripulação do NEEMO 4 da NASA.
Em 2009, Meir foi semifinalista na seleção para o Grupo 20 de Astronautas da NASA. Na seleção seguinte, em 17 de junho de 2013, ela foi aceita como candidata ao treinamento para integrar o corpo de astronautas, tornando-se uma dois oito membros do Grupo 21. Ela completou o treino em julho de 2015, qualificando-se como astronauta da agência espacial.
Depois do treinamento nas naves Soyuz russas na Cidade das Estrelas, nas proximidades de Moscou, Muir foi ao espaço pela primeira vez na Soyuz MS-13, lançada do Cosmódromo de Baikonur, no Casaquistão, em 25 de setembro de 2019. Ela integra a tripulação da Expedição 61 na ISS, onde se encontra no momento e onde deverá realizar três caminhadas espaciais durante a estadia. Seu retorno está previsto para o primeiro semestre de 2020.
Em 18 de outubro de 2019, Meir e a astronauta Christina Koch fizeram a primeira caminhada espacial dupla totalmente feminina da história da Estação Espacial Internacional para trocar  um controlador de energia que alimenta as baterias no exterior da ISS, uma missão de mais de cinco horas de duração, e foram congratuladas numa transmissão ao vivo durante a tarefa pelo presidente dos Estados Unidos Donald Trump.

## Trabalhos

### Tese
- Meir, Jessica (2009). Blood oxygen transport and depletion: the key of consummate divers (Tese) (em inglês). ProQuest Dissertations Publishing. OCLC 449187875. Cópia arquivada em 1 de abril de 2020